# 3520 Klopsteg
3520 Klopsteg (1952 SG) là một tiểu hành tinh vành đai chính được phát hiện ngày 16 tháng 9 năm 1952 bởi Đài thiên văn Goethe Link ở Brooklyn.